# Саймасай
Саймасай (каз. Саймасай, быв. Александровка) — село в Енбекшиказахском районе Алматинской области Казахстана. Административный центр Саймасайского сельского округа. Код КАТО — 194075100.

## Население
В 1999 году население села составляло 3804 человека (1849 мужчин и 1955 женщин). По данным переписи 2009 года, в селе проживал 4341 человек (2163 мужчины и 2178 женщин).